# هری اندرس
هری اندرس (انگلیسی: Harry Anders; ۲۸ نوامبر ۱۹۲۶ – اکتبر ۱۹۹۴ (aged 67)) بازیکن فوتبال اهل بریتانیا بود.
از باشگاه‌هایی که در آن بازی کرده‌است می‌توان به باشگاه فوتبال پرستون نورث اند، باشگاه فوتبال منچستر سیتی، باشگاه فوتبال وورکینگتون ای. اف. سی، و باشگاه فوتبال پورت ویل اشاره کرد.